# Río Osia
El río Osia es un río de Aragón, un afluente por la margen izquierda del Aragón Subordán, en el Valle de Hecho.
Nace aguas abajo de la plana de Lizara, sobre los 1500 metros tras la unión de los barrancos próximos, como el de Napazal. Atraviesa el valle de Aragüés a lo largo de un total de 16 kilómetros, bañando las localidades de Aragüés del Puerto y Jasa, hasta desaguar en el Aragón Subordán.